# دیدی پرگو
دیدی پرگو (ایتالیایی: Didi Perego؛ ‏ ۱۳ آوریل ۱۹۳۷ – ۲۸ ژوئن ۱۹۹۳) بازیگر اهل ایتالیا بود. 
از فیلم‌هایی که وی در آن نقش داشته است، می‌توان به پیرینو، آفتی برای رهایی، هفت بی‌غیرت ارجمند، عروس جوان، دوست داشتن اوفلیا، سربازان و سرجوخه‌ها، قصه‌های ممنوعه… دربارهٔ برهنگی، مردی به نام اسلج، آن شب در وارن، کمک بهیار، زنان دامن‌پوش، شادی زندگی، لعنت به روزی که تو را ملاقات کردم، بیوه دل‌ربا، پوکر در رختخواب و مردی برای سوزاندن اشاره کرد.